# Adam Majewski (adwokat)
Adam August Ignacy Majewski (ur. 28 sierpnia 1838 w Warszawieu, zm. 19 lutego 1908 w Lublinie) – adwokat, zesłaniec syberyjski.

## Życie
Był synem Józefa Benedykta (aktor, powstaniec listopadowy) oraz Zofii z Brzezińskich. Uczęszczał do gimnazjum w Warszawie, które ukończył w 1857. Studiował prawo na uniwersytecie w Petersburgu, wieńcząc studia stopniem kandydata praw (1861). Był aplikantem sądowym przy Trybunale Cywilnym w Warszawie. Wygrał konkurs na wykładowcę prawa w Instytucie Puławskim (1862), ale w związku z wybuchem powstania styczniowego funkcji nie objął. W kwietniu 1863 Tymczasowy Rząd Narodowy powierzył mu stanowisko komisarza powstania w Lublinie, gdzie się przeniósł i kontynuował aplikację sądową. Na początku sierpnia został pojmany i był przetrzymywany przez trzy miesiące w więzieniu na zamku. Na wiosnę 1864 został asesorem sądu w Brześciu Kujawskim. Po kolejnym aresztowaniu został osadzony w Cytadeli Warszawskiej. Sąd wojenny skazał go na śmierć, którą to karę zamieniono na dekadę ciężkich robót na Syberii w miejscowości Usole. Dobrowolnie przebywała z nim tam żona Elżbieta. Po amnestii (1869) przeniósł się do Krasnojarska (prowadził tu sklep, a potem był urzędnikiem w kopalni złota). W 1873 zamieszkał w guberni tambowskiej. W 1876 wrócił do Lublina, gdzie był adwokatem. Pełnił też funkcję prezesa Towarzystwa Kredytowego Miejskiego. Z żoną Elżbietą z domu Pawłowska (ślub w 1864) miał siedmioro dzieci: Marię Anielę, Adama Kazimierza, Zofię, Zygmunta, Władysława, Jadwigę i Karola. Pochowany na cmentarzu przy ul. Lipowej w Lublinie.